# Luigi Fagioli

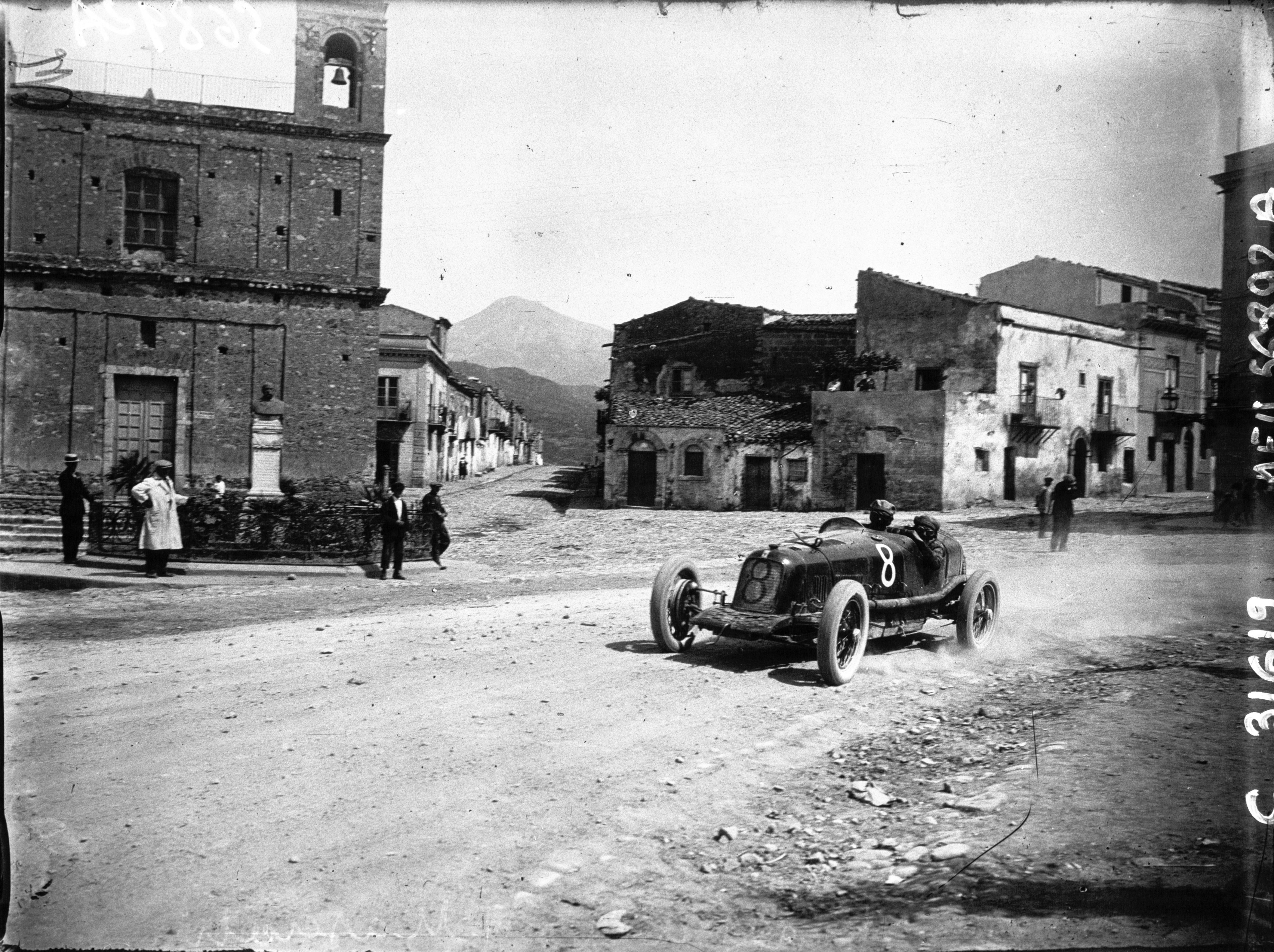
Luigi Fagioli 1928-ban Targa Florióban

Luigi Fagioli (1898. június 9. – 1952. június 20.) olasz autóversenyző, volt Formula–1-es pilóta, a legidősebb világbajnoki futamgyőztes (53 év).

## Pályafutása
Az 1930-as évek legnagyobb olasz autóversenyzői közé tartozott, rendre szállította a győzelmeket a Maseratinak, az Alfa Romeónak, és az Auto Unionnak. Már majdnem 52 éves volt, amikor 1950-ben elkezdődött az első Formula–1-es világbajnoki sorozat. Hatalmas rutinjára támaszkodva szorgalmasan gyűjtötte a pontokat. Négy futamon második lett, az összetettben pedig harmadik. Amikor az 1951-es francia nagydíjon verseny közben arra kérték, hogy adja át autóját Juan Manuel Fangiónak, Luiginak elege lett az egészből. A futamot Fangio nyerte, ő pedig azonnal faképnél hagyta a Formula–1-et (habár megosztva ő is győztesnek számított). Rövid sportkocsi-versenyzői pályafutása 1952-ben, Monacóban ért véget, ahol karambolozott, s belehalt sérüléseibe.

## Teljes Formula–1-es eredménylistája
(Táblázat értelmezése)

(Félkövér: pole-pozícióból indult; dőlt: leggyorsabb kört futott) 

| Év   | Konstruktőr    | Kasztni         | Motor         | 1     | 2      | 3   | 4      | 5     | 6     | 7     | 8   | Poz. | Pont    |
| ---- | -------------- | --------------- | ------------- | ----- | ------ | --- | ------ | ----- | ----- | ----- | --- | ---- | ------- |
| 1950 | Alfa Romeo SpA | Alfa Romeo 158  | Alfa Romeo L8 | GBR 2 | MON Ki | 500 | SUI 2  | BEL 2 | FRA 2 | ITA 3 |     | 3.   | 24 (28) |
| 1951 | Alfa Romeo SpA | Alfa Romeo 159B | Alfa Romeo L8 | SUI   | 500    | BEL | FRA 1* | GBR   | GER   | ITA   | ESP | 11.  | 4       |

* Megosztva Juan Manuel Fangióval.

### Nem világbajnoki versenyek
| Év   | Konstruktőr    | Kasztni        | Motor         | 1   | 2   | 3   | 4   | 5   | 6   | 7   | 8   | 9   | 10  | 11  | 12  | 13    | 14  | 15  | 16  | 17  |
| ---- | -------------- | -------------- | ------------- | --- | --- | --- | --- | --- | --- | --- | --- | --- | --- | --- | --- | ----- | --- | --- | --- | --- |
| 1950 | Alfa Romeo SpA | Alfa Romeo 158 | Alfa Romeo L8 | PAU | RIC | SRM | PAR | EMP | BAR | JER | ALB | NED | NAT | NOT | ULS | PES 3 | STT | INT | GOO | PEN |

## Grand Prix-eredménylistája
(Táblázat értelmezése) 

| Év   | Konstruktőr  | Kasztni       | 1      | 2      | 3      | 4      | 5     | Poz. | Pont |
| ---- | ------------ | ------------- | ------ | ------ | ------ | ------ | ----- | ---- | ---- |
| 1931 | Maserati     | Maserati      | ITA    | FRA Ki | BEL    |        |       | 46.= | 22   |
| 1932 | Maserati     | Maserati      | ITA 2  | FRA    | GER    |        |       | 7.   | 18   |
| 1935 | Daimler-Benz | Mercedes-Benz | BEL 2  | GER 6  | SUI 2  | ITA Ki | ESP 2 | 2.   | 17   |
| 1936 | Daimler-Benz | Mercedes-Benz | MON Ki | GER 5  | SUI Ki | ITA    |       | 14.= | 26   |
| 1937 | Auto Union   | Auto Union    | BEL    | GER    | MON    | SUI 7  | ITA   | 20.= | 36   |

## Fordítás
- Ez a szócikk részben vagy egészben  a   Luigi Fagioli című angol Wikipédia-szócikk fordításán alapul.  Az eredeti cikk szerkesztőit annak laptörténete sorolja fel. Ez a jelzés csupán a megfogalmazás eredetét és a szerzői jogokat jelzi, nem szolgál a cikkben szereplő információk forrásmegjelöléseként.